# Saropogon maculipennis
Saropogon maculipennis là một loài ruồi trong họ Asilidae. Saropogon maculipennis được Brunetti miêu tả năm 1928. Loài này phân bố ở miền Ấn Độ - Mã Lai.